# Семичний (Волгоградська область)
Семичний (рос. Семичный) — хутір у Котельніковському районі Волгоградської області Російської Федерації.
Населення становить 930  осіб. Входить до складу муніципального утворення Семиченське сільське поселення.

## Історія
Хутір розташований у межах українського історичного та культурного регіону Жовтий Клин.
Згідно із законом від 14 березня 2005 року № 1028-ОД органом місцевого самоврядування є Семиченське сільське поселення.

## Населення
| 1859 | 2010 |
| ---- | ---- |
| 182  | ↗930 |